# Bretonse Successieoorlog
De Bretonse Successieoorlog was een successieoorlog in het Hertogdom Bretagne na de dood van de kinderloze hertog Jan III van Bretagne in 1341. Al vlug werd het onderdeel van de Honderdjarige Oorlog (1337-1453) tussen het Koninkrijk Engeland en het Koninkrijk Frankrijk, die elk een pretendent steunden. De strijd eindigde met de dood van Karel van Blois tijdens de Slag bij Auray in 1364. 

## Achtergrond
De vader van Jan III, Arthur II van Bretagne was tweemaal getrouwd. Jan III en zijn broer Gewijde van Penthièvre, waren kinderen van het eerste huwelijk. Jan van Montfort was een zoon van het tweede huwelijk. Tijdens zijn leven beloofde Jan III zijn nalatenschap aan de dochter van zijn broer Gewijde, Johanna. Toen Jan III stierf, nam Jan van Montfort de titel. Hij genoot de steun van de lagere adel en kende de meeste aanhangers in het westen van Bretagne. Maar intussen was Johanna ingetrouwd in het Frans koningshuis, via Karel van Blois, neef van koning Filips VI van Frankrijk. Jan III was ook graaf van Richmond (North Yorkshire). De schenking van de titel aan Jan van Montfort door koning Eduard III van Engeland zorgde ervoor dat de successieoorlog een deel werd van de Honderdjarige Oorlog.

## Oorlog

### Eerste fase
Na de slag bij Champtoceaux in 1341 werd Jan van Montfort gevangengenomen, zijn vrouw Johanna van Vlaanderen (Bretagne) moest nu de zaken waarnemen. Zij kreeg volop steun van de Engelsen, in 1343 werd er vrede gesloten en Jan van Montfort werd vrijgelaten. De schermutselingen herbegonnen toen Karel van Blois in 1344 de stad Quimper belegerde. Hij beschikte over een Frans leger gestuurd door koning Filips VI van Frankrijk. De stad werd verdedigd door een Engels garnizoen, Bretons en Franse edelen en de lokale militie. Na een beleg van drie maanden werd de stad in april ingenomen. Het jaar erop voer Jan van Montfort met een leger van Engeland naar Quimper, maar zijn aanval werd afgeslagen. Kan van Montfort trok zich terug in het kasteel van Hennebont. De eerste fase van de oorlog eindigde met de dood van Jan van Montfort in 1346, hij liet een zoon van vijf jaar oud na, Jan IV.

### Tweede fase

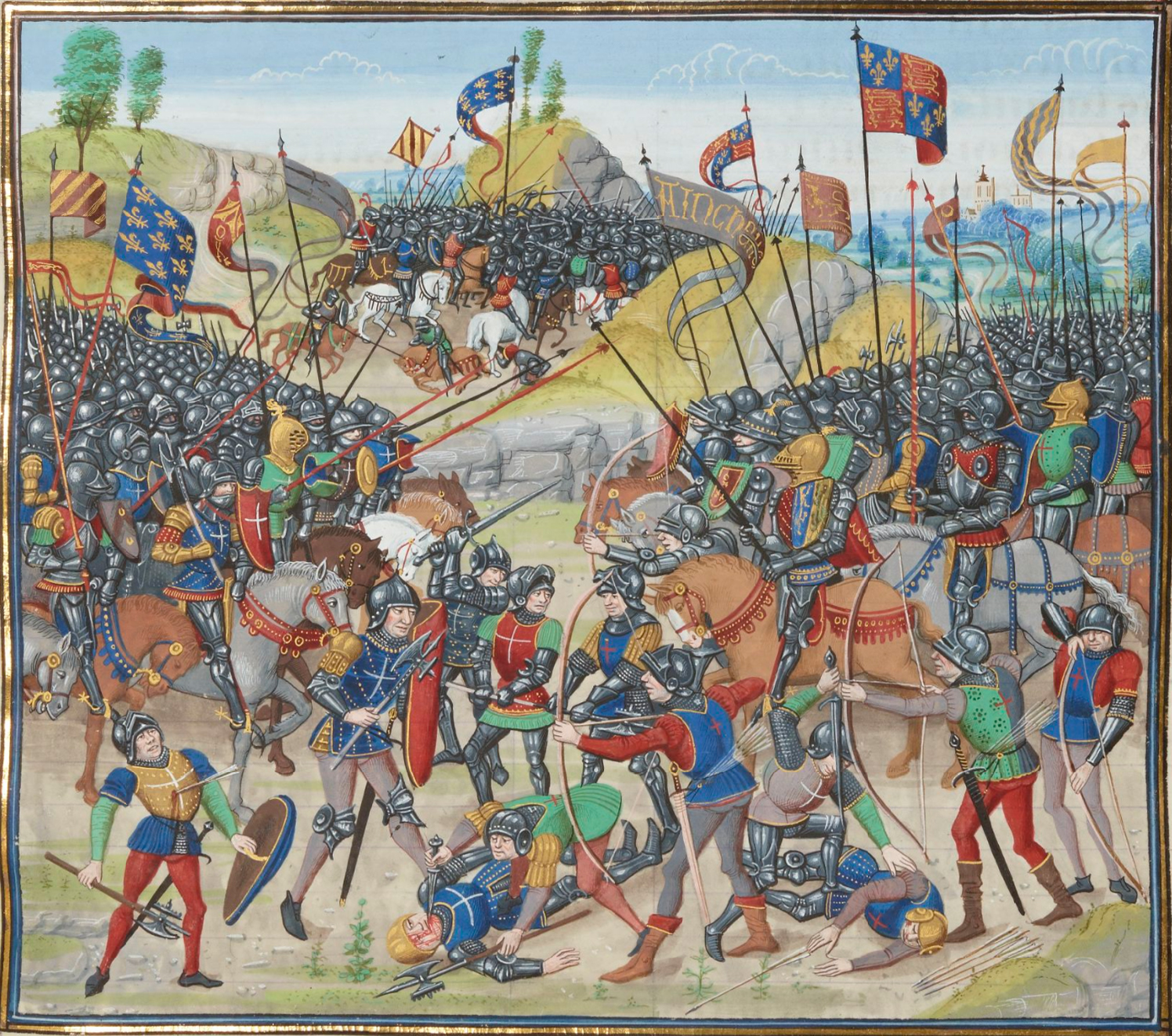
Slag bij Auray (1364)

Tijdens de slag bij La Roche-Derrien in 1347 werd Karel van Blois gevangengenomen en voor vijf jaar opgesloten in de Tower of London. Zijn vrouw Johanna van Penthièvre nam het heft over. In 1351 vond de Slag van de Dertig plaats. In 1352 stuurde de nieuwe Paus Innocentius VI aan op onderhandelingen en een jaar later werd er vrede gesloten. Karel van Blois werd vrijgelaten en erkend als hertog.

### Laatste fase
Tijdens de Slag bij Poitiers (1356) werd koning Jan II van Frankrijk gevangengenomen en daardoor de werd onderhandelingsmarge van de Fransen weggenomen. In 1362 werd Jan IV, die in Engeland verbleef, meerderjarig en keerde naar Bretagne terug. Johanna van Penthièvre weigerde alle onderhandelingen en in 1363 hervatte de oorlog. Tijdens de Slag bij Auray in 1364 sneuvelde Karel van Blois en kwam er einde aan de oorlog.

## Vrede
Met de Vrede van Guérande in 1365 werd Jan IV officieel erkend als hertog van Bretagne, Johanna van Penthièvre mocht haar titels behouden, maar mocht geen macht meer uitvoeren.